# Liste der Werke Wolfram Menschicks
Diese Liste gibt einen Überblick über die Werke Wolfram Menschicks
Der deutsche Kirchenmusiker und Komponist Wolfram Menschick hat vor allem kirchenmusikalische Chorwerke komponiert, darunter 36 Messen und mehr als 200 Motetten und Psalmen. Offizieller Verleger der Werke Wolfram Menschicks ist der Jubilate-Verlag Eichstätt (JVE).

## Messen
- Gesänge zur Messfeier für Verstorbene
  - für Chor (Tenor ad libitum) und Orgel
  - für Männerchor
- Messa alla settecento
  - für Chor, Streicher und Orgel (1983)
  - für zwei gleiche Stimmen, Streicher und Orgel
- Messe zu Ehren der hl. Walburga, für Gemeinde, Chor und Bläser
- Missa „De Angelis“
  - für Chor, Gemeinde und Orgel
  - für drei gleiche Stimmen
  - Credo III, für Chor, Gemeinde und Orgel
- Missa „Dona nobis pacem“, für Chor und Streicher
- Missa „Gloria“, für Chor und Orgel ad libitum
- Missa „Laetatus sum“, für Chor und Streicher (1986), zu Ehren des heiligen Maximilian Kolbe
- Missa „Lauda Sion“
- Missa „Lux et origo“, für Chor, Gemeinde und Orgel
- Missa „Pueri cantores“, für zwei gleiche Stimmen und Orgel oder Bläser (1987), komponiert anlässlich eines Kongresses von Pueri Cantores in Rom 1987/88
- Missa „Salve Regina“, für Chor und Orgel
- Missa „Te Deum laudamus“, für Chor und fünf Bläser oder Orgel
- Missa antiqua, für Chor und Bläser
- Missa Aureatina a cappella
- Missa coralis minima
- Missa dominicalis, für Chor und Bläser
- Missa festiva, für Chor und Bläser
- Missa Gregoriana, für Chor und Orgel
- Missa in honorem Sanctorum Angelorum Custodum (Schutzengelmesse), für Chor und Orgel; Flöten und Streicher ad libitum
  - Credo zur Schutzengelmesse
- Missa mundi
  - Missa mundi, für zwei gleiche Stimmen
- Missa parochialis, für Chor und Bläser
- Missa pro Papa (2010), Papst Benedikt XVI. gewidmet
- Salzburger „Stille Nacht“, Messe für Chor, Flöte, Klarinette, Horn ad lib. und Orgel

## Chormusik im Kirchenjahr

### Advent
- Adventsgesänge
  - Ave Maria, gratia plena
  - Siehe, die Jungfrau
  - Hört zu, ihr lieben Leute
- Drei Gesänge zum Advent
  - Unserer lieben Frauen
  - Gott im höchsten Himmelsthron
  - Herr Christe, komm (Roswitha Menschick)
- Maria durch ein Dornwald ging
- Uns kommt ein Schiff gefahren

### Weihnachtszeit
- Auf dem Berge, da weht der Wind
- Der Heiland ist geboren
- Ei, was großes Wunder
- Es blühen die Maien
- Kindelein zart
- Schlaf wohl, du Himmelsknabe
- Schlaf, mein Kindelein
- Still, still, still
- Wunderbarer Gnadenthron
- Gesänge zur Kindermette für zwei Singstimmen und Orgel, Querflöte und Cello ad libitum
  - Du Betlehem
  - Fürchtet euch nicht
  - Gloria
  - Vom Himmel hoch
  - Wunder von Betlehem
  - Kommet, ihr Hirten
  - O du fröhliche
- Darstellung des Herrn, für drei gleiche Stimmen
  - Zur Kerzenweihe
  - Zur Eröffnung
  - Zur Gabenbereitung
  - Zur Kommunion

### Fastenzeit / Passion
- Der Herr bricht ein um Mitternacht
- Die Johannespassion in der Karfreitagsliturgie für drei Vorsänger und Chor
- Drei Gesänge zum Gründonnerstag
- Du König auf dem Kreuzesthron
- Proprium zum Palmsonntag
- Schönster Herr Jesu

### Osterzeit
- Das ist der Tag

### Pfingsten
- Atme in mir, du heiliger Geist, für drei gleiche Stimmen, auch vierstimmig
- Confirma hoc Deus
- Factus est repente
- Komm, Heilger Geist für Chor, Gemeinde und Bläser

### Fronleichnam / Eucharistie
- Ego sum panis vivus
- Vier eucharistische Gesänge

### Herz Jesu
- In Gottes Herzen ruht die Zeit, Herz-Jesu-Motette für Chor und Bläser oder Orgel
- Was wir auf dem Herzen haben, Herz-Jesu-Motette für Chor und Bläser oder Orgel

### Kirchweih
- Locus iste
- Terribilis est

### Engel und Heilige
- Die Seligpreisungen
- Ihr Freunde Gottes
- Unüberwindlich starker Held

### Maria
- Ave Maria, für zwei gleiche Stimmen und Orgel
- Gegrüßet seist du Maria, für drei gleiche Stimmen
- Jungfrau, Mutter Gottes mein, für drei gleiche Stimmen
- Lied zur schwarzen Madonna von Tschenstochau, für drei gleiche Stimmen, auch für vier gemischte Stimmen
- Salve Regina (aus dem Abendlob) für Gemeinde mit Orgel und Chor (fünf- bis sechsstimmig a cappella)
- Zwei Marienlieder für Chor und Orgel
  - Es blühn drei Rosen auf einem Zweig
  - Ein schöne Ros im heilgen Land

### Durch das Jahr hindurch
- Acht Halleluja-Chorsätze zur festlichen Gestaltung des Rufes vor dem Evangelium
- Allein Gott in der Höh (GL 170) für Gemeinde, Chor und Orgel; besonders geeignet für die Osternacht
- Aller Augen, für zwei gleiche Stimmen und Orgel
- Allmächtiger Vater, für drei gleiche Stimmen
- Christus, göttlicher Herr, für drei gleiche Stimmen, auch vierstimmig
- Der Herr ist barmherzig, für zwei gleiche Stimmen und Orgel
- Der Herr ist mein Hirte, für zwei gleiche Stimmen und Orgel
- Die Seligpreisungen, für zwei gleiche Stimmen und Orgel
- Et incarnatus est, für zwei gleiche Stimmen und Orgel
- Gloria Patri, für zwei gleiche Stimmen und Orgel
- Gott in der Höh (GL 464) für Gemeinde, Chor und Orgel
- Gott und Vater, für drei gleiche Stimmen
- Halleluja; Herr du hast Worte für Gemeinde, Chor und Orgel
- Heilig, heilig, heilig (GL 491) für Gemeinde, Chor und Orgel
- Herr sei gepriesen immerfort, Liedkantate für Chor, Gemeinde und Orgel
- Herr, mache mich zum Werkzeug deines Friedens für Chor und Orgel, Schlusschoral „Im Frieden dein“ für Gemeinde und Orgel
- Herr, wir bringen in Brot und Wein
- Hier ist das Haus des Herrn, für zwei gleiche Stimmen und Orgel
- Hoherpriester Jesus Christ, für vier gemischte und drei gleiche Stimmen
- Kommt herbei für Chor und Gemeinde
- Laudate Dominum, für zwei gleiche Stimmen und Orgel
- Lob und Dank, für drei gleiche Stimmen
- Lobet den Herren, für zwei gleiche Stimmen und Orgel
- Mein Herr und mein Gott, für drei gleiche Stimmen, auch vierstimmig
- Nun jauchzt dem Herren, alle Welt
- Preiset den Herrn
- Sonnengesang des hl. Franziskus, für drei gleiche Stimmen, auch vierstimmig
- Ubi caritas

## Psalmen / Cantica
- Psalm 4
- Psalm Miserere (Psalm 51)
- Psalm 115 für Mezzosopran, Solo-Flöte Chor und Streichorchester
- Psalm 150, auch für drei gleiche Stimmen

- Danket dem Herrn (Psalm 118, 1, 14, 17)
- Gott hat seinen Engeln befohlen (Psalm 91, 11,12)
- Lauda Jerusalem (aus Psalm 147)
- Zeige mir, Herr, deine Wege (Psalm 25, 4,5,6,10)

- Benedictus für drei gleiche oder drei bis vier gemischte Stimmen zu den neun Psalmtönen
- Magnificat für drei gleiche oder drei bis vier gemischte Stimmen zu den neun Psalmtönen
- Magnificat - Lobgesang Mariens (deutsch)
- Nunc dimittis - Canticum Simeonis für Gemeinde mit Orgel und Chor vierstimmig a cappella

## Vespern
- Abendlob für Chor, Schola, Gemeinde, Orgel und Bläser: Luzernar, Hymnus, Psalm 103, Psalm 100, Canticum. Responsorium, Weihrauch-Antiphon, Magnificat, Fürbitten, Salve
- Marienvesper, komponiert zum Papstgottesdienst am 11. September 2006 in Altötting für drei bis vier gleiche Stimmen, auch für vier gemischte Stimmen

## Oratorium
- Oratorium „Leben und Werk des Johannes von Gott“ für Mezzosopran, Bariton, Sprecher, Horn, Harfe und Streichorchester

## Volksliedsätze
- Es waren zwei Königskinder
- Es freit ein wilder Wassermann
- Ännchen von Tharau
- Stehn zwei Stern am hohen Himmel
- In einem kühlen Grunde
- Ständchen
- Die Blümelein, sie schlafen
- Schwesterlein, Schwesterlein
- Feinsliebchen, du sollst mir nicht
- Drei Miniaturen Agogik – Dynamik - Tempi

## Orgelwerke
- 1004 Passacaglia
- Sieben Choralvorspiele in Form von Mittelstimmentrios zu GL 261, 265, 266, 267, 277, 294, 295
- Toccata für Orgel